# 弗朗蒂舍克·克萨韦尔·杜舍克
弗朗蒂舍克·克萨韦尔·杜舍克（捷克語：František Xaver Dušek；1731年12月8日—1799年2月12日），波西米亚作曲家，钢琴家。他长期在布拉格以担任成功的钢琴教师谋生，同时是一位重要的交响曲作者。他与莫扎特关系非同寻常。他的妻子是一位出色的女高音，经常在莫扎特的歌剧演出中担任角色。

## 外部連結
- 弗朗蒂舍克·克萨韦尔·杜舍克的免费乐谱，由国际乐谱典藏计划提供